# マカヒキ (競走馬)
マカヒキ（欧字名:Makahiki、2013年1月28日 - ）は、日本の競走馬・種牡馬。主な勝ち鞍は2016年の東京優駿、弥生賞、ニエル賞、2021年の京都大賞典。
馬名の意味は、ハワイの収穫祭である「マカヒキ」から。

## 経歴

### デビュー前
2013年1月28日、北海道安平町のノーザンファームに生まれる。1歳時の9月2日にノーザンファーム空港牧場に移動して育成調教を開始。牧場到着時の馬体重は442kgだったが、翌年の9月16日に同牧場を離れるときには520kgほどに成長した。同牧場場長の菅谷清史によると、「大人しいし、体はしっかりしているし、乗っても悪さをしないので、日常の管理はスムーズでした」「強い負荷をかけると、それが体に現れてくるのが普通なのですが、この馬は肉体的に答えておらず、いつも余裕が感じられた。落ち着いた性格だし、動きがゆったりしていたので、距離も持つだろうと」と述べており、本馬に騎乗した人間たちは「ただ者ではない」といっていたという。ノーザンファーム副代表の吉田俊介によると、同じ時期には後にマカヒキが制するダービーで2着に入るサトノダイヤモンドもいたという。

### 2歳-3歳（2015年-2016年）
2015年10月18日、京都競馬場芝1800メートルの新馬戦で、ミルコ・デムーロの騎乗でデビュー。単勝1番人気に応えて快勝した。直線半ばで勝利を確信したデムーロが、ゴールする前に馬の頭を撫でる余裕を見せた。次走に注目が集まったが、鼻出血を発症していたことがレース後に判明したため、止むを得ず放牧に出され次年に備えることとなる。
2016年の初戦は若駒ステークス。この競走からクリストフ・ルメールに乗り替わった。8頭と少頭数での競走となったが、中団後方待機から直線で抜け出し、2着に1馬身1/4差をつけて優勝した。
次走は、「強い相手とやりたい」という金子真人オーナーの意向も受け、重賞初挑戦となる弥生賞（中山芝2000メートル、GII）に出走した。この競走では、前年の朝日杯フューチュリティステークスの1着、2着馬であるリオンディーズ、エアスピネルとの対戦となった。単勝人気はリオンディーズ（1.9倍）、マカヒキ（2.6倍）、エアスピネル（4.2倍）の順で、4番人気は20.8倍であった。レースでは、リオンディーズ、エアスピネルを前に見る形で後方を進み、最後の直線で先に抜け出したリオンディーズにクビ差をつけて優勝、レースレコードで無傷の3連勝を飾った（詳細は第53回弥生賞を参照）。
クラシック三冠の1戦目となる皐月賞（中山芝2000メートル、GI）では、きさらぎ賞に優勝し3戦3勝で臨んできたサトノダイヤモンドと、リオンディーズ、マカヒキが新たに「3強」と評された。この競走ではルメールがサトノダイヤモンドに騎乗したため、マカヒキは川田将雅を鞍上に迎えた。レースでは先頭が前半の1000メートルを58.4秒のハイペースで通過するなか、マカヒキは後方に待機する。最後はよく追い込んだが、共同通信杯優勝から直行してきたディーマジェスティを捉えきれず2着に敗れた。
皐月賞の後は1ヶ月半の間隔を開けて、クラシック三冠2戦目の東京優駿（日本ダービー）（東京芝2400メートル、GI）へ直行した。皐月賞で上位を占めた5頭に加え、直前に行われた重賞に勝利したスマートオーディンやヴァンキッシュランなども出走。強い競馬を見せてきた馬が多数いたことから、この競走を「空前のハイレベル」と評価する者もいた。このような出走馬の中で、マカヒキはディーマジェスティ、サトノダイヤモンドに次ぐ3番人気での出走となった。レースは前半1000メートルが60.0秒という流れの中、これまでの後方待機と異なり中団につける。最後の直線ではエアスピネルとサトノダイヤモンドに挟まれ進路を失いかけるが、狭い隙間を突いて一気に前に迫る。先に抜け出していたエアスピネルを残り100メートルで交わして先頭に立つと、外から追い上げてきたサトノダイヤモンドと並走。ゴールでは僅か8センチメートルの差でサトノダイヤモンドより先んじて1位入線となり、第83代日本ダービー優勝馬に輝いた。また、この勝利により川田はクラシック競走完全制覇を達成した（詳細は第83回東京優駿を参照）。
友道調教師は東京優駿の前からその内容次第で凱旋門賞に挑戦する可能性について述べており、この勝利を受けてフランスへの遠征を決断。ステップレースはフランスのニエル賞とし、騎手は弥生賞などでも手綱を取ったルメールが騎乗することとなった。7月15日に放牧先のノーザンファーム天栄から栗東トレーニングセンターに帰厩し、国内で調整を続けた。その後8月19日に日本を出国し、オランダを経由してフランスで開業している小林智厩舎に到着した。フランスではルメールが騎乗して、帯同馬であるマイフリヴァと併せ馬を行うなど調教を消化し、ニエル賞を迎えた。
ニエル賞（シャンティイ芝2400メートル、GII）は、この年のダービーステークスとアイリッシュダービーを制覇したハーザンド (Harzand)も出走する可能性があったが、結局回避してアイリッシュチャンピオンステークスを選択。他の出走馬は1頭がG3勝ち馬、3頭が重賞未勝利馬であったことからブックメーカーでは1.44倍の圧倒的な1番人気に推された。レースではスローペースを3番手で追走し、最後の直線で先行する2頭を交わして優勝した。楽な相手に対して2着とはクビ差であったが、ルメールは「休み明けでもいいレースをしてくれた。直線の反応が良かったし、簡単に勝ちました」、友道は「併せ馬のような形でビッシリとレースをしたかったから、いい展開のレースとなった」と前向きなコメントを残した。
その後も順調に調教を重ね、凱旋門賞（シャンティイ芝2400メートル、GI）に出走。この年は、前年のキングジョージ6世&クイーンエリザベスステークス優勝馬で当年のドバイシーマクラシックでは日本から遠征したドゥラメンテにも勝ったポストポンド (Postponed; 性齢=牡5 (以下同))が本命と目されていた。他には前年のブリーダーズカップ・ターフの勝ち馬であるファウンド (Found; 牝4) 、前述の英愛ダービー馬・ハーザンド（牡3）、前年はジョッケクルブ賞（フランスダービー）に優勝し凱旋門賞3着だったニューベイ (New Bay; 牡4)、ディアヌ賞（フランスオークス）2着で前哨戦のヴェルメイユ賞に勝ったレフトハンド (Left hand; 牝3)などが出走した。一方、ディアヌ賞などを制し8戦全勝であったラクレッソニエール (La Cressonniere; 牝3)が故障のため、ジョッケクルブ賞の勝ち馬であるアルマンゾル（Almansor、牡3）はチャンピオンステークスを目指すため、オークスステークス優勝馬のマインディング (Minding; 牝3)は所属厩舎から他の3頭が出走するという作戦上の都合のため回避した。事前に行われた枠順の抽選により、シャンティイ競馬場では不利とされる外枠の14番からの出走となった。レースでは好スタートを切り、道中はポストポンドをマークするように中団を進んだが馬群の外を通らされる。直線に向いても伸びず、14着に敗れた（優勝馬はファウンド）。レース後、オーナーの金子真人は「分からない。分からない。本当に分からない。残念ですね」とコメントし、友道は敗因について、外枠からの発走であったことや前走から中2週間だったレース間隔を可能性として挙げ、ルメールは普段と違ってレース中に折り合いを欠いていたことを明かした。
10月7日に日本へ帰国。一時は有馬記念への出走も示唆していたが、年内は休養し、翌年の京都記念を目指すこととなった。

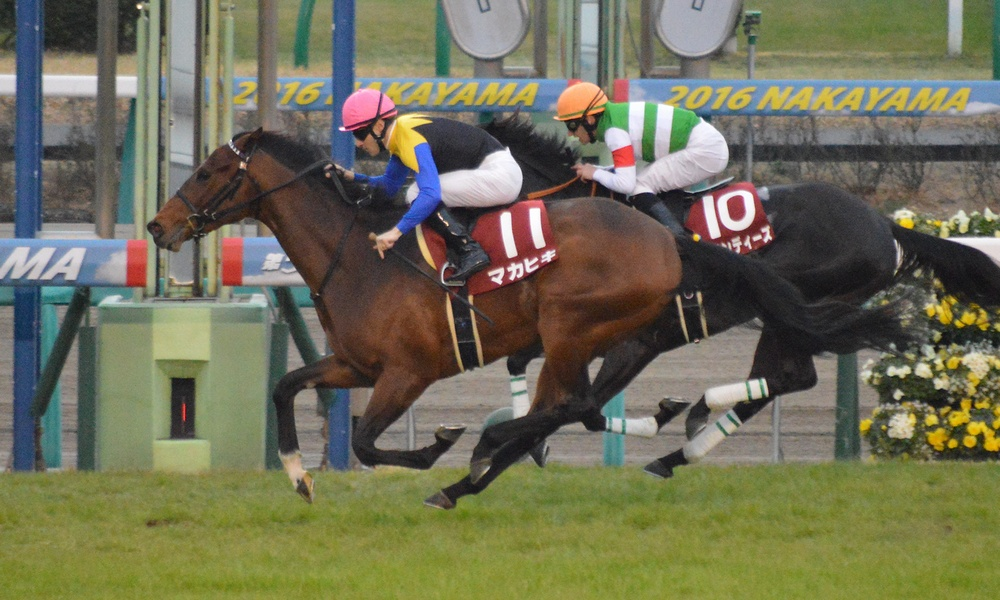
弥生賞
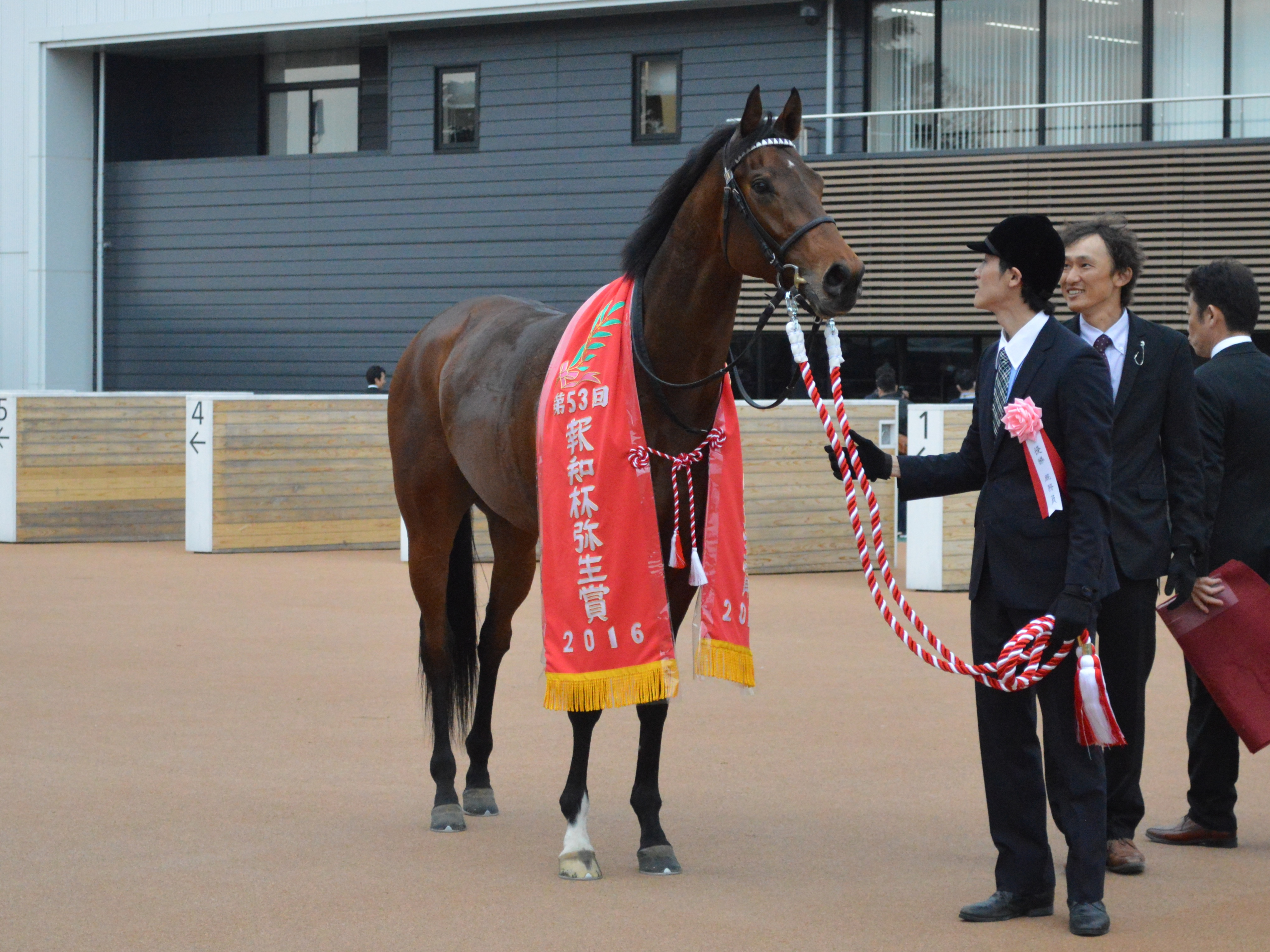
表彰式
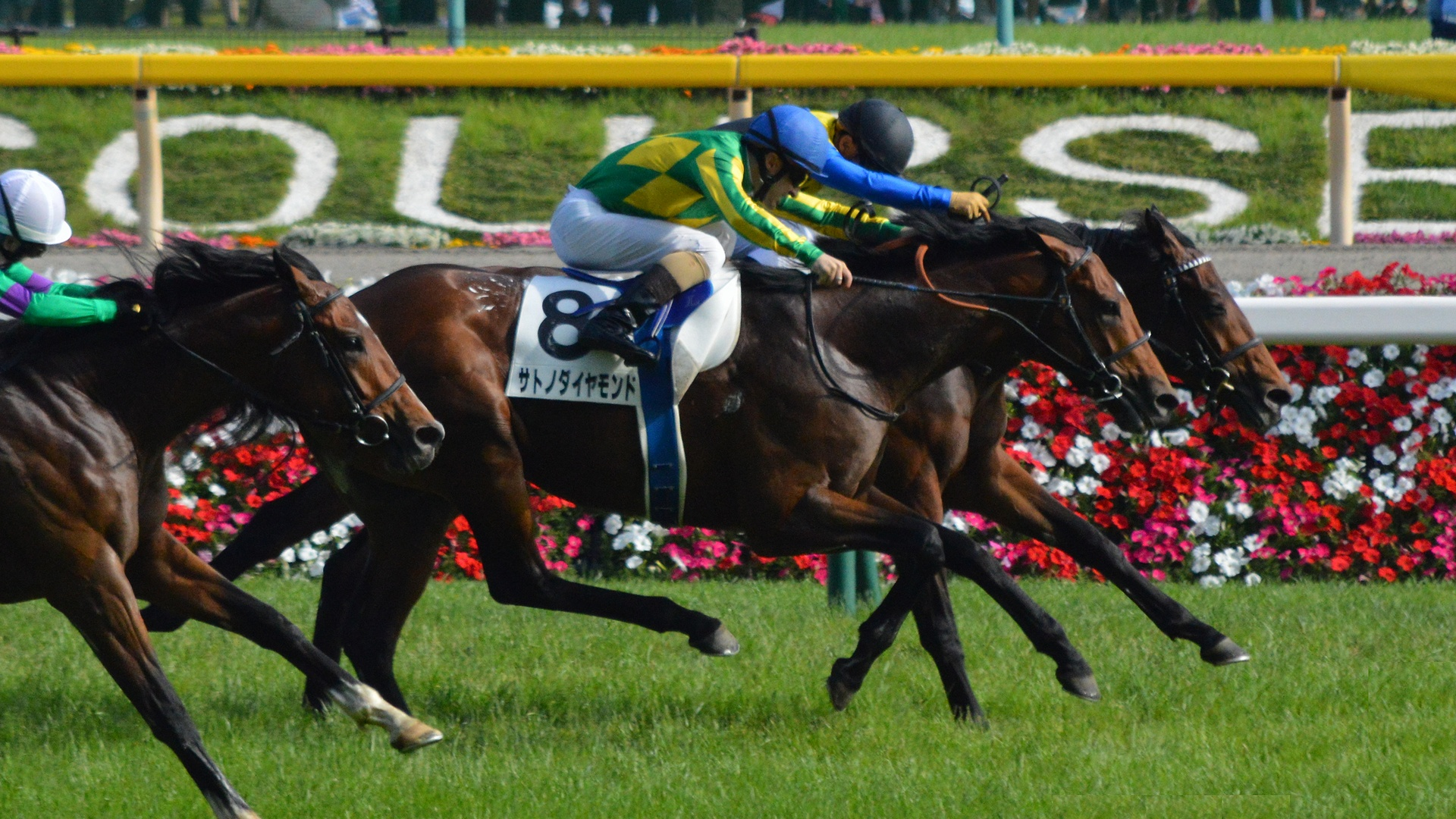
日本ダービー

### 4歳（2017年）
この年は予定通り京都記念（京都芝2200メートル、GII）から始動、鞍上には新たにライアン・ムーアを迎えた。レースでは、前走の香港ヴァーズで初G1制覇を成し遂げていたサトノクラウンらに先着され、3着に終わった。
次走は、この年からGI競走へと昇格した大阪杯（阪神芝2000メートル）に出走。前年の年度代表馬であるキタサンブラックとの初対戦となった。一方、同期の皐月賞馬であるディーマジェスティは日経賞、菊花賞馬のサトノダイヤモンドは阪神大賞典（いずれもGII競走）を選択した。鞍上は再びルメールに戻り、キタサンブラックに次ぐ2番人気での出走となった。レースでは先頭が前半1000メートルを59.6秒で通過しキタサンブラックが3番手につける一方、マカヒキは後方に待機する。最後の直線では外から追い込んだが、優勝したキタサンブラックらに及ばず4着に終わった。
宝塚記念のファン投票で4位を獲得したがこれを回避。秋の毎日王冠からの始動を目指し、また、鞍上は内田博幸が務めることとなった。
毎日王冠（東京芝1800メートル、GII）では、この年の優駿牝馬に優勝したソウルスターリングが1番人気に推され、マカヒキは2番人気。レースはソウルスターリングが予想外の逃げを打ち8着に敗れる展開となり、中団から脚を伸ばしたリアルスティール（2016年ドバイターフ優勝）が優勝、マカヒキは6着に敗れた。
天皇賞（秋）（東京芝2000メートル、GI）では、前走で先着を許したリアルスティールに加え、キタサンブラック、宝塚記念優勝馬となったサトノクラウンらも出走したことから自己最低となる単勝9番人気での出走となったが、5着で終えた（優勝馬は1番人気に推されていたキタサンブラック）。
次はジャパンカップ（東京芝2400メートル、GI）に出走。キタサンブラック、サトノクラウン、ソウルスターリングや、この年の東京優駿に勝ったレイデオロらとの対戦となった。この競走でも4着と勝てないまでも堅実な走りを見せた（優勝馬は同じ友道厩舎のシュヴァルグラン）。
その後は翌年の京都記念を目指していたが、12月下旬に骨折が判明したため、その後の予定は白紙になり休養入りとなった。

### 5歳（2018年）
故障から回復して札幌記念（札幌芝2000メートル、GII）で復帰、鞍上はルメールに戻った。レースでは最後の直線で一度は先頭に立ったが、最後にサングレーザーにハナ差交わされ2着に敗れた。
次走は天皇賞（秋）（東京芝2000メートル、GI）を選択。ルメールはこの競走に出走したレイデオロ（2017年の東京優駿優勝馬）の主戦騎手を務めており、マカヒキの鞍上には武豊が指名された。しかし、レイデオロが優勝する一方、マカヒキは7着に敗れた。
次はジャパンカップに出走する予定であったが、本調子に戻らなかったために回避。
その後、ファン投票12位で選出された有馬記念（中山芝2500メートル、GI）に出走した。ルメールはレイデオロ、武はオジュウチョウサンを選択したため、岩田康誠が騎乗し、結果は国内では初の二桁順位となる10着だった（詳細は第63回有馬記念を参照）。

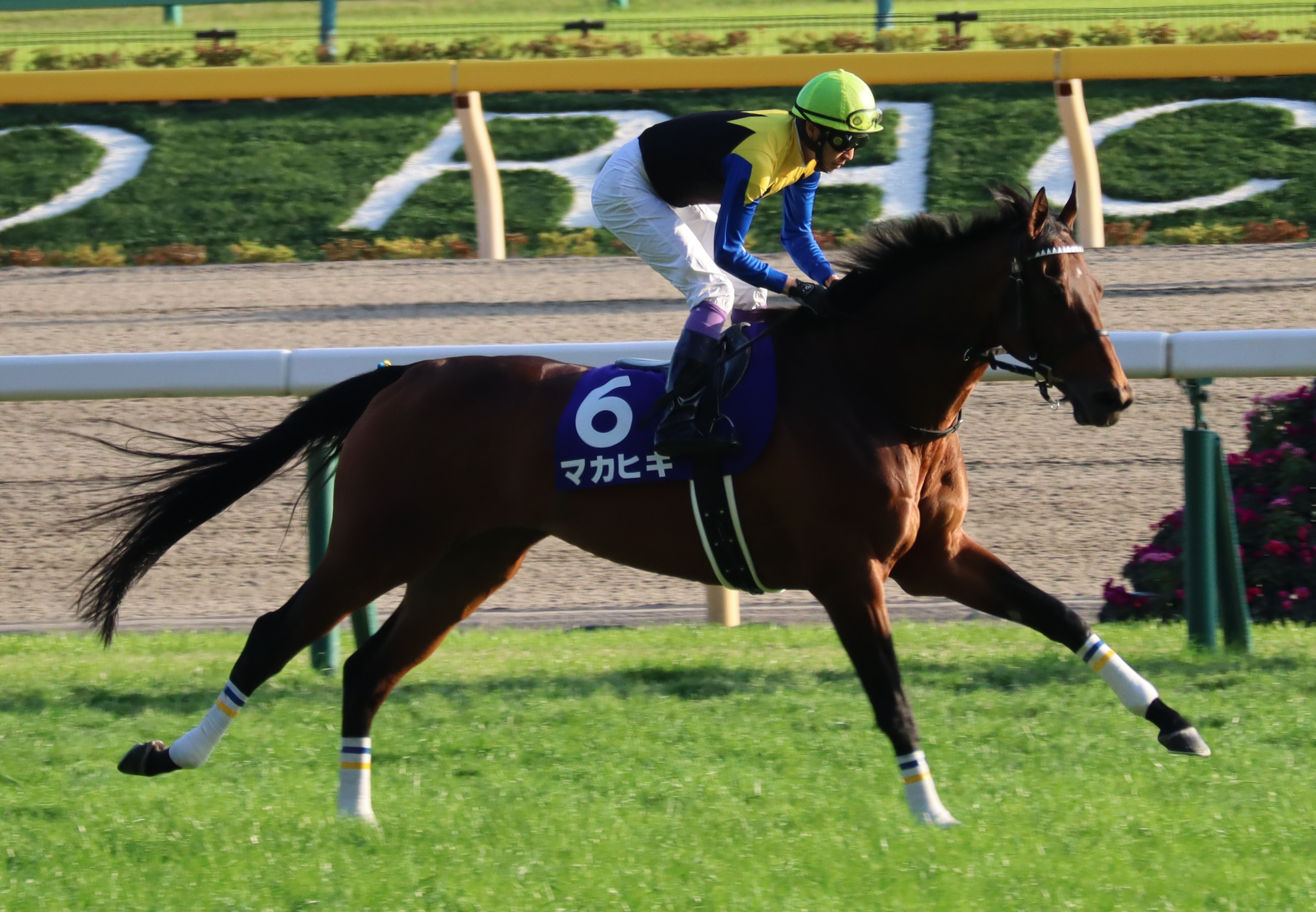
天皇賞(秋)
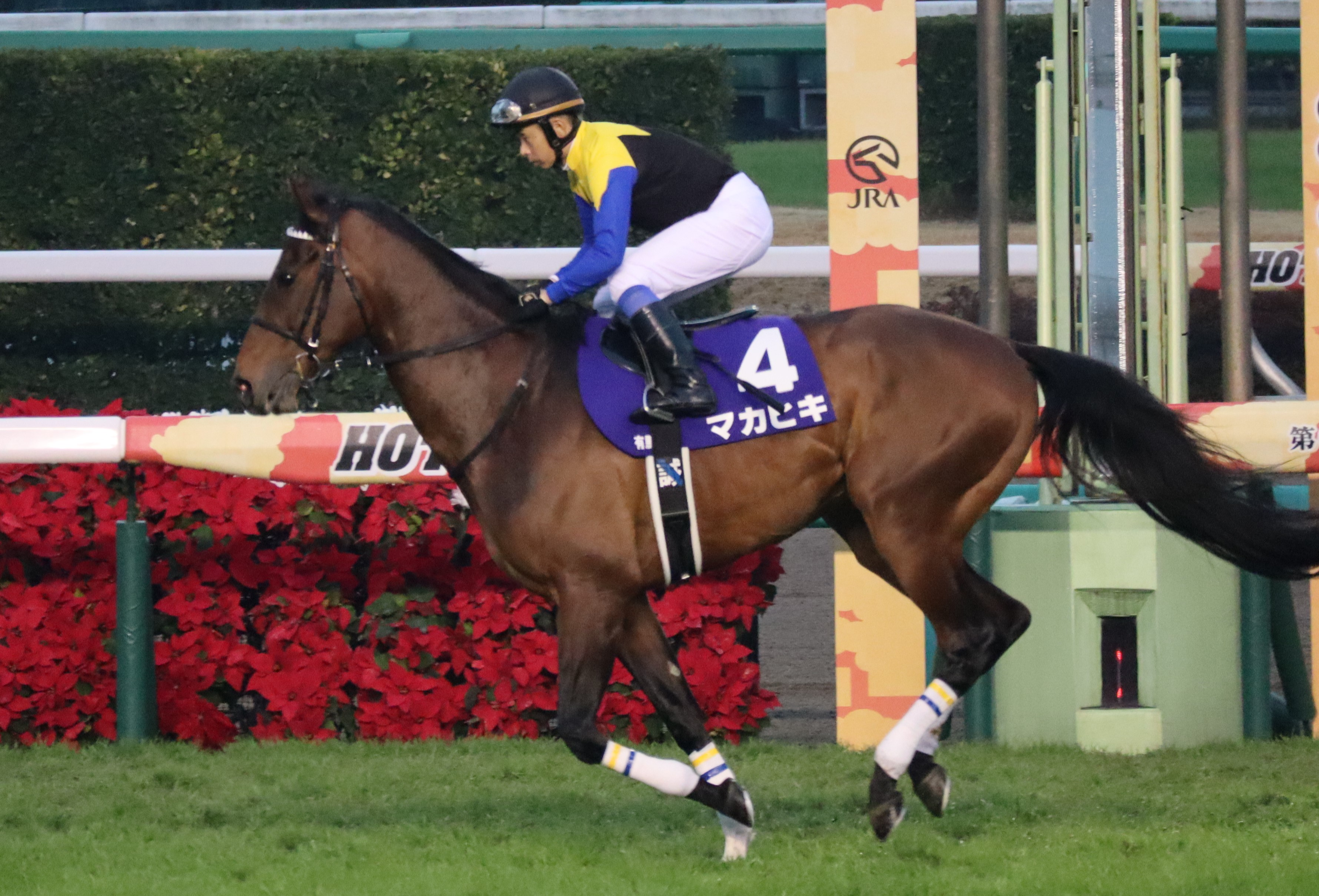
有馬記念

### 6歳（2019年）
2019年も京都記念（京都芝2200メートル、GII）から始動。単勝2番人気に支持されるが、ダンビュライトの3着に敗れ、ここでも勝利を逃す。
続く大阪杯（阪神芝2000メートル、GI）では、自身を含め8頭のGI馬が集まるなか、単勝で14頭の出走馬中10番人気と大きく評価を落とす。しかし、有馬記念では完敗したブラストワンピースに先着するなど、勝ち馬のアルアインから0.2秒差の4着と健闘を見せた。
復活を賭けて挑んだ宝塚記念（阪神芝2200メートル、GI）では、自身を含めたGI馬6頭が集まるなか、レイデオロをはじめとする他のGI馬や重賞未勝利の「最強の1勝馬」エタリオウなどにも後れをとる7番人気となる。レースでは最後方から馬群を追う形となると、直線では緩めの馬場や展開が向かずに伸びを欠き、12頭中の11着に敗れた（レースに関する詳細については第60回宝塚記念を参照）。
休養を挟み、前年と同じ武の騎乗で天皇賞（秋）（東京芝2000メートル、GI）に出走。この競走は、前年の三冠牝馬・アーモンドアイなど10頭のGI馬が出走する豪華メンバーとなった。マカヒキは単勝8番人気で出走し、10着に敗れた（詳細は第160回天皇賞を参照）。
次走はジャパンカップ（東京芝2400メートル、GI）に出走。年下の東京優駿優勝馬・レイデオロやワグネリアンらとの対戦となったが、ここでも重賞未勝利のエタリオウやジナンボーより下の単勝12番人気に甘んじる。しかし、最後方からレースを進めると上がり3ハロンをメンバー最速で脚を伸ばし、4着に入った。前走に引き続き騎乗した武は「狙い通り。これしかないと思っていました。最後はしっかり脚を使って、復活の兆しが見えました」とコメントした。
ジャパンカップの後は同厩舎のワグネリアンらと同じく、年内は休養することが決まった。

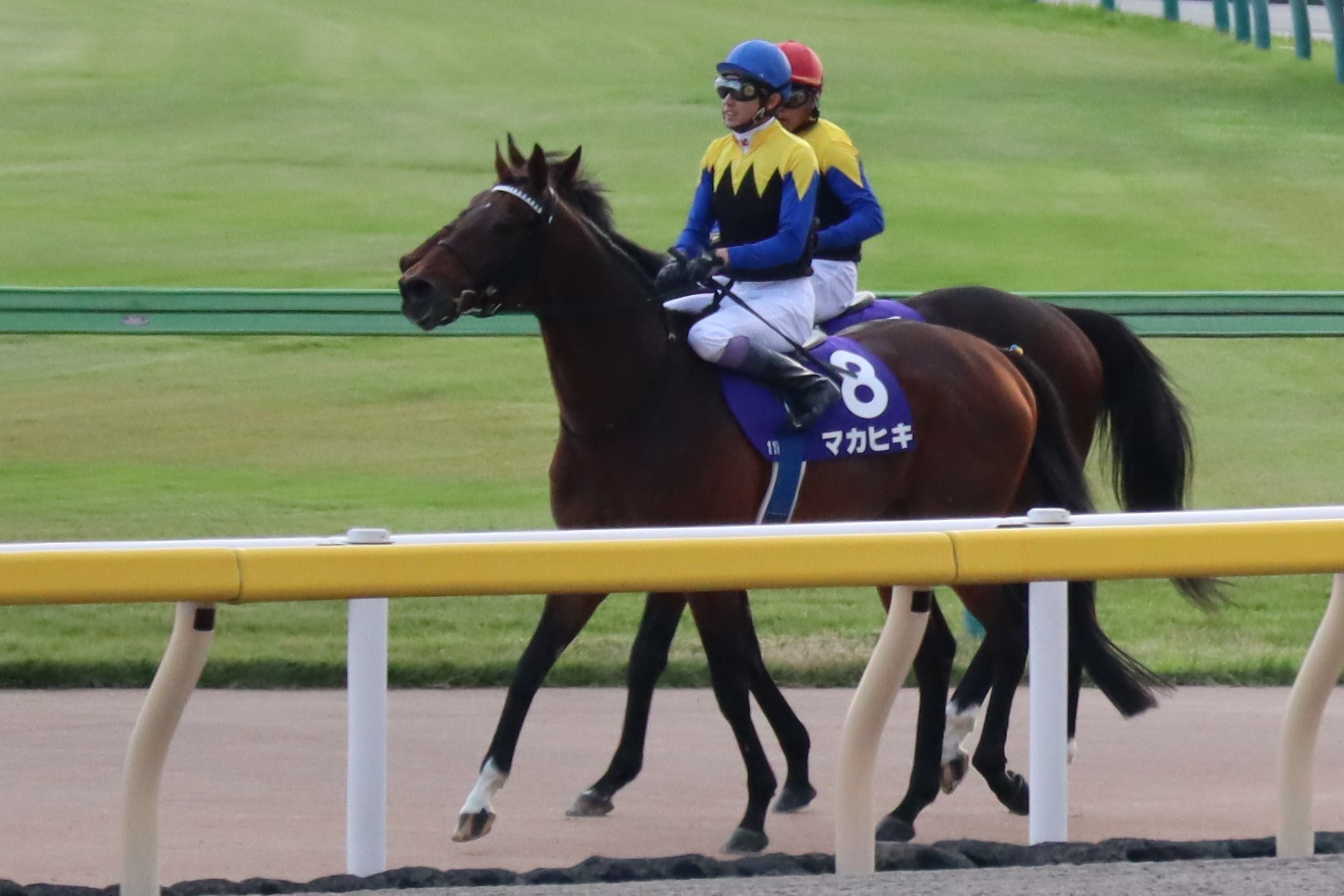
天皇賞(秋)

### 7歳（2020年）
この年は大阪杯（阪神芝2000メートル、GI）から始動。短期騎手免許で来日中のライル・ヒューイットソンが騎乗し、12頭中の11着に終わった。
三冠馬3頭が出走したジャパンカップは、ダービー馬でありながら単勝万馬券の226.1倍 (11番人気)と支持率が極めて低く、着順も9着であった。

### 8歳（2021年）
2021年は天皇賞（春）からの始動。藤岡康太が騎乗し、17頭中12番人気（単勝: 98.4倍）で8着に終わった。
その次は京都大賞典に出走。単勝9番人気の支持であったが、直線で先頭を行くキセキをかわしかけたアリストテレスを更に外からハナ差でかわし、2016年ニエル賞以来となる実に5年ぶりの勝ち星を挙げた。なお、この勝利はニエル賞からは中5年28日、日本ダービーからは中5年4か月10日ぶりとなり、G1レースを勝利した競走馬の史上最長間隔の勝利記録となった。11月28日に行われた第41回ジャパンカップではワグネリアン、コントレイル、シャフリヤールとの4世代ダービー馬が揃い踏みとなるもレースでは14着に終わった。

### 9歳（2022年）
2月13日の京都記念で始動したが11着、続く4月3日の大阪杯では14着と大敗を喫した。4か月の休養を挟んで8月21日の札幌記念に出走するも16着と殿負けした。そして10月25日に現役を引退し、2023年より北海道新ひだか町のレックススタッドで種牡馬入りすることが管理する友道調教師により発表された。

## 競走成績
以下の内容は、netkeiba.comの情報に基づくが、海外の競走の一部情報は各競走に示した出典にも基づく。海外の競走の日付は現地時間。
| 競走日     | 競馬場       | 競走名       | 格  | 距離（馬場）   | 頭 数 | 枠 番 | 馬 番 | オッズ （人気） | 着順 | タイム （上がり3F） | 着差  | 騎手                | 斤量 [kg] | 1着馬（2着馬）         | 馬体重 [kg] |
| ---------- | ------------ | ------------ | --- | -------------- | ----- | ----- | ----- | --------------- | ---- | ------------------- | ----- | ------------------- | --------- | ---------------------- | ----------- |
| 2015.10.18 | 京都         | 2歳新馬      |     | 芝1800m（良）  | 11    | 5     | 05    | 001.60（1人）   | 01着 | 1:47.7（33.5）      | -0.4  | 0M.デムーロ         | 55        | （エンヴァール）       | 506         |
| 2016.01.23 | 京都         | 若駒S        | OP  | 芝2000m（良）  | 08    | 5     | 05    | 001.60（1人）   | 01着 | 2:02.4（32.6）      | -0.2  | 0C.ルメール         | 56        | （ノーブルマーズ）     | 496         |
| 0000.03.06 | 中山         | 弥生賞       | GII | 芝2000m（良）  | 12    | 8     | 11    | 002.60（2人）   | 01着 | 1:59.9（33.6）      | -0.0  | 0C.ルメール         | 56        | （リオンディーズ）     | 496         |
| 0000.04.17 | 中山         | 皐月賞       | GI  | 芝2000m（良）  | 18    | 2     | 03    | 003.70（3人）   | 02着 | 1:58.1（33.9）      | -0.2  | 0川田将雅           | 57        | ディーマジェスティ     | 498         |
| 0000.05.29 | 東京         | 東京優駿     | GI  | 芝2400m（良）  | 18    | 2     | 03    | 004.00（3人）   | 01着 | 2:24.0（33.3）      | -0.0  | 0川田将雅           | 57        | （サトノダイヤモンド） | 502         |
| 0000.09.11 | シャンティイ | ニエル賞     | G2  | 芝2400m（Bon） | 05    |       |       |                 | 01着 | 2:35.840000.        | -クビ | 0C.ルメール         | 58        | （Midterm）            | 計不        |
| 0000.10.02 | シャンティイ | 凱旋門賞     | G1  | 芝2400m（Bon） | 16    |       |       |                 | 14着 |                     |       | 0C.ルメール         | 56        | Found                  | 計不        |
| 2017.02.12 | 京都         | 京都記念     | GII | 芝2200m（稍）  | 10    | 3     | 03    | 001.70（1人）   | 03着 | 2:14.3（34.9）      | -0.2  | 0R.ムーア           | 57        | サトノクラウン         | 502         |
| 0000.04.02 | 阪神         | 大阪杯       | GI  | 芝2000m（良）  | 14    | 8     | 14    | 003.80（2人）   | 04着 | 1:59.3（33.9）      | -0.4  | 0C.ルメール         | 57        | キタサンブラック       | 502         |
| 0000.10.08 | 東京         | 毎日王冠     | GII | 芝1800m（良）  | 12    | 2     | 02    | 005.60（2人）   | 06着 | 1:45.9（33.3）      | -0.3  | 0内田博幸           | 57        | リアルスティール       | 502         |
| 0000.10.29 | 東京         | 天皇賞（秋） | GI  | 芝2000m（不）  | 18    | 7     | 15    | 022.60（9人）   | 05着 | 2.09.5（38.6）      | -1.2  | 0内田博幸           | 58        | キタサンブラック       | 504         |
| 0000.11.26 | 東京         | ジャパンC    | GI  | 芝2400m（良）  | 17    | 6     | 11    | 015.00（6人）   | 04着 | 2:24.6（35.1）      | -0.9  | 0内田博幸           | 57        | シュヴァルグラン       | 500         |
| 2018.08.19 | 札幌         | 札幌記念     | GII | 芝2000m（稍）  | 16    | 3     | 05    | 004.30（1人）   | 02着 | 2:01.1（36.4）      | -0.0  | 0C.ルメール         | 57        | サングレーザー         | 506         |
| 0000.10.28 | 東京         | 天皇賞（秋） | GI  | 芝2000m（良）  | 12    | 5     | 06    | 007.00（3人）   | 07着 | 1.57.7（33.7）      | -0.9  | 0武豊               | 58        | レイデオロ             | 494         |
| 0000.12.23 | 中山         | 有馬記念     | GI  | 芝2500m（稍）  | 16    | 2     | 04    | 042.5（12人）   | 10着 | 2.33.0（36.3）      | -0.8  | 0岩田康誠           | 57        | ブラストワンピース     | 504         |
| 2019.02.10 | 京都         | 京都記念     | GII | 芝2200m（良）  | 12    | 8     | 12    | 004.40（2人）   | 03着 | 2:14.9（34.7）      | -0.1  | 0岩田康誠           | 57        | ダンビュライト         | 514         |
| 0000.03.31 | 阪神         | 大阪杯       | GI  | 芝2000m（良）  | 14    | 1     | 01    | 037.4（10人）   | 04着 | 2:01.2（34.9）      | -0.2  | 0岩田康誠           | 57        | アルアイン             | 506         |
| 0000.06.23 | 阪神         | 宝塚記念     | GI  | 芝2200m（良）  | 12    | 6     | 07    | 011.80（7人）   | 11着 | 2:12.9（36.3）      | -2.1  | 0岩田康誠           | 58        | リスグラシュー         | 508         |
| 0000.10.27 | 東京         | 天皇賞（秋） | GI  | 芝2000m（良）  | 16    | 4     | 08    | 053.00（8人）   | 10着 | 1.57.6（34.4）      | -1.4  | 0武豊               | 58        | アーモンドアイ         | 504         |
| 0000.11.24 | 東京         | ジャパンC    | GI  | 芝2400m（重）  | 15    | 8     | 14    | 050.4（12人）   | 04着 | 2:26.5（36.3）      | -0.6  | 0武豊               | 57        | スワーヴリチャード     | 506         |
| 2020.04.05 | 阪神         | 大阪杯       | GI  | 芝2000m（良）  | 12    | 7     | 09    | 039.60（7人）   | 11着 | 1:59.5（34.7）      | -1.1  | 0L.ヒューイットソン | 57        | ラッキーライラック     | 494         |
| 0000.11.29 | 東京         | ジャパンC    | GI  | 芝2400m（良）  | 15    | 7     | 12    | 226.1（11人）   | 09着 | 2:24.2（35.1）      | -1.2  | 0三浦皇成           | 57        | アーモンドアイ         | 502         |
| 2021.05.02 | 阪神         | 天皇賞（春） | GI  | 芝3200m（良）  | 17    | 3     | 06    | 098.4（12人）   | 08着 | 3:16.5（38.3）      | -1.8  | 0藤岡康太           | 58        | ワールドプレミア       | 504         |
| 0000.10.10 | 阪神         | 京都大賞典   | GII | 芝2400m（良）  | 14    | 5     | 08    | 032.10（9人）   | 01着 | 2:24.5（35.9）      | -0.0  | 0藤岡康太           | 57        | （アリストテレス）     | 506         |
| 0000.11.28 | 東京         | ジャパンC    | GI  | 芝2400m（良）  | 18    | 7     | 15    | 076.9（12人）   | 14着 | 2:26.5（34.9）      | -1.8  | 0藤岡康太           | 57        | コントレイル           | 508         |
| 2022.02.13 | 阪神         | 京都記念     | GII | 芝2200m（稍）  | 13    | 8     | 12    | 024.30（9人）   | 11着 | 2:13.3（34.5）      | -1.4  | 0岩田望来           | 57        | アフリカンゴールド     | 512         |
| 0000.04.03 | 阪神         | 大阪杯       | GI  | 芝2000m（良）  | 16    | 8     | 16    | 145.9（13人）   | 14着 | 2:00.0（36.0）      | -1.6  | 0岩田望来           | 57        | ポタジェ               | 510         |
| 0000.08.21 | 札幌         | 札幌記念     | GII | 芝2000m（良）  | 16    | 1     | 1     | 050.0（10人）   | 16着 | 2:04.6（39.0）      | -3.4  | 0武豊               | 57        | ジャックドール         | 510         |

馬場状態のBonは、日本では良馬場に相当する。

## 血統表
| マカヒキの血統                    | マカヒキの血統                          | マカヒキの血統                     | （血統表の出典）                   | （血統表の出典） |
| 父系                              | サンデーサイレンス系（ヘイロー系）      | サンデーサイレンス系（ヘイロー系） | サンデーサイレンス系（ヘイロー系） | [ § 2 ]          |
| 父 ディープインパクト 2002年 鹿毛 | 父の父*サンデーサイレンス 1986年 青鹿毛 | Halo                               | Hail to Reason                     | Hail to Reason   |
| 父 ディープインパクト 2002年 鹿毛 | 父の父*サンデーサイレンス 1986年 青鹿毛 | Halo                               | Cosmah                             |                  |
| 父 ディープインパクト 2002年 鹿毛 | 父の父*サンデーサイレンス 1986年 青鹿毛 | Wishing Well                       | Understanding                      | Understanding    |
| 父 ディープインパクト 2002年 鹿毛 | 父の父*サンデーサイレンス 1986年 青鹿毛 | Wishing Well                       | Mountain Flower                    |                  |
| 父 ディープインパクト 2002年 鹿毛 | 父の母*ウインドインハーヘア 1991年 鹿毛 | Alzao                              | Lyphard                            | Lyphard          |
| 父 ディープインパクト 2002年 鹿毛 | 父の母*ウインドインハーヘア 1991年 鹿毛 | Alzao                              | Lady Rebecca                       |                  |
| 父 ディープインパクト 2002年 鹿毛 | 父の母*ウインドインハーヘア 1991年 鹿毛 | Burghclere                         | Busted                             | Busted           |
| 父 ディープインパクト 2002年 鹿毛 | 父の母*ウインドインハーヘア 1991年 鹿毛 | Burghclere                         | Highclere                          |                  |
| 母 ウィキウィキ 2004年 鹿毛       | 母の父*フレンチデピュティ 1992年 栗毛   | Deputy Minister                    | Vice Regent                        | Vice Regent      |
| 母 ウィキウィキ 2004年 鹿毛       | 母の父*フレンチデピュティ 1992年 栗毛   | Deputy Minister                    | Mint Copy                          |                  |
| 母 ウィキウィキ 2004年 鹿毛       | 母の父*フレンチデピュティ 1992年 栗毛   | Mitterand                          | Hold Your Peace                    | Hold Your Peace  |
| 母 ウィキウィキ 2004年 鹿毛       | 母の父*フレンチデピュティ 1992年 栗毛   | Mitterand                          | Laredo Lase                        |                  |
| 母 ウィキウィキ 2004年 鹿毛       | 母の母*リアルナンバー 1997年 青鹿毛     | Rainbow Corner                     | Rainbow Quest                      | Rainbow Quest    |
| 母 ウィキウィキ 2004年 鹿毛       | 母の母*リアルナンバー 1997年 青鹿毛     | Rainbow Corner                     | Kingscote                          |                  |
| 母 ウィキウィキ 2004年 鹿毛       | 母の母*リアルナンバー 1997年 青鹿毛     | Numeraria                          | *サザンヘイロー                    | *サザンヘイロー  |
| 母 ウィキウィキ 2004年 鹿毛       | 母の母*リアルナンバー 1997年 青鹿毛     | Numeraria                          | Numismatica                        |                  |
| 母系(F-No.)                       | 1号族(FN:1-m)                           | 1号族(FN:1-m)                      | 1号族(FN:1-m)                      | [ § 3 ]          |
| 5代内の近親交配                   | Halo 3×5、Northern Dancer 5×5           | Halo 3×5、Northern Dancer 5×5      | Halo 3×5、Northern Dancer 5×5      | [ § 4 ]          |
| 出典                              | 1. 2. 3. 4.                             | 1. 2. 3. 4.                        | 1. 2. 3. 4.                        | 1. 2. 3. 4.      |

表中のアステリスク (*) は、海外で生産された後に日本に輸入された馬を示す。
- 全姉に、京都牝馬ステークス、CBC賞勝ち馬のウリウリ[10][114]。